# Pythagoras (Bildhauer aus Rhegion)
Pythagoras (altgriechisch Πυθαγόρας) war ein antiker griechischer Bildhauer aus Rhegion, der in der ersten Hälfte des 5. Jahrhunderts v. Chr. wirkte. Plinius und Diogenes Laertios unterschieden ihn ausdrücklich von dem Bildhauer und Maler Pythagoras aus Samos.
Seine Ausbildung erhielt Pythagoras bei Klearchos, einem Bildhauer hocharchaischer Zeit des 6. Jahrhunderts v. Chr. aus Rhegion. Entsprechend früh ist seine Geburt anzusetzen. Andererseits führt Plinius ihn als Zeitgenossen Myrons auf und datiert seine Akme in die 90. Olympiade, also um 420 v. Chr. Beide Aussagen schließen sich aus.
Zu Pythagoras’ ältesten Werken gehören Siegerstatuen aus dem Zeusheiligtum von Olympia, etwa des Astylos von Kroton, der bei den Olympischen Spielen der Jahre 488 bis 476 v. Chr. zumeist in mehreren Disziplinen siegreich war. Weitere datierbare Werke waren die Statuen des Leontiskos aus dem sizilischen Messene, Sieger 456 und 452 v. Chr., und des Mnaseas aus Kyrene, siegreich 456 v. Chr. Für den Sohn des Mnaseas, Kratisthenes, fertigte er ebenfalls eine Bronzestatue samt Viergespann und Nike. Für weitere mit dem Namen verbundene Siegerstatuen lässt sich nicht entscheiden, welchem Pythagoras sie zuzuweisen sind oder wann sie wie im Fall des Protolaos zu datieren sind.
In Delphi schuf er im siegreichen Wettstreit mit Myron die Statue eines Pankratiasten, in Theben die Statue des Kitharöden Kleon, die von Alexander dem Großen geraubt wurde. In Tarent pries man noch zu Ciceros Zeiten seine Europa auf dem Stier. An Götterstatuen fertigte er einen den Python tötenden Apollon, an Heroen einen geflügelten Perseus und eine Kampfgruppe mit Polyneikes und Eteokles.
Von keinem früheren Bildhauer sind so viele Werke in der literarischen Überlieferung bezeugt wie von Pythagoras. Zugleich entziehen sich sein Schaffen und sein Stil einer Beurteilung vollkommen. Keine Statue, keine römische Kopie kann überzeugend auf sein Werk bezogen werden. Der römischen Kunstgelehrsamkeit galt er als Neuerer, denn „er drückte zuerst Sehnen und Adern aus und behandelte das Haar sorgfältiger“ als seine Vorgänger. Dass Pythagoras wirklich der erste diesbezüglich war, ist antike Erfindung der „Erfindung“, denn bereits am 510 v. Chr. geschaffenen Westgiebel des Aphaiatempels von Ägina sind Ansätze der Aderndarstellung zu erkennen, die am 15 Jahre jüngeren Ostgiebel deutlich in Erscheinung treten. Aber mit einer Künstlerpersönlichkeit zu verbinden war das Phänomen vielleicht erst bei ihm.
Laut Diogenes Laertios war Pythagoras der erste, der sich in seinem Werk den Problemen der Symmetria und des Rhythmos widmete. Das vor dem 5. Jahrhundert v. Chr. nicht belegte Wort Symmetria meint im antiken Wortverständnis das Maßverhältnis, in dem verschiedene Aspekte ein und derselben Sache zueinander stehen, und kann auf „feucht“–„trocken“, „warm“–„kalt“, auf Gebäudeteile und Bauglieder, aber auch auf die Gliedmaßen eines Körpers bezogen werden. Symmetria ist im Gegensatz zu Asymmetria immer das „gute und richtige“ Maßverhältnis und führt beim menschlichen Körper z. B. zu Schönheit. Rhythmos meint in seiner Grundbedeutung die geregelte Bewegung. Nicht aber im Sinne eines sich Fortbewegens ist diese Bewegung gemeint, sondern als eine innerhalb einer Ordnung sich fortpflanzende Fügung der Teile, eine sich im Ganzen fortbewegende Beziehung der Teile zueinander, die sowohl die Darstellung des menschlichen Körpers als auch beispielsweise die Beziehung der Bauglieder in der Architektur betrifft.
In diesem Sinne mag Pythagoras ein Neuerer gewesen sein, dessen Anfänge auf diesem Gebiet eine fruchtbare Auseinandersetzung bei seinen Nachfolgern, insbesondere bei Polyklet, anstießen.